# The King of Fighters '96
The King of Fighters '96 es un videojuego de lucha publicado por SNK para arcade en 1996. Es el tercer juego de la serie The King of Fighters.

## Desarrollo
El período de desarrollo de The King of Fighters '96 se prolongó hasta el momento de su lanzamiento previsto. En la prueba de ubicación para el título, Vice y Mature aún no fueron incluidas en los juegos desde que el personal no tenía suficiente tiempo en diseñarlas. La adición de Kasumi Todoh al elenco fue hecha desde el juego en que ella participó, Art of Fighting 3, fue lanzado al mismo tiempo que The King of Fighters '96. Geese Howard de Fatal Fury fue originalmente considerado para aparecer en The King of Fighters '95, pero los desarrolladores descartaron esta idea. Cuando The King of Fighters '96 comenzó a desarrollarse, el personal decidió hacer a Geese un personaje jugable. El Boss Team en el que participó junto con Mr. Big y Wolfgang Krauser recibió «tratamiento especial» tales como un tema musical para cada uno de ellos (en comparación a los otros equipos quienes sólo tienen uno), sin embargo, debido a la falta de tiempo en balancearlos, algunos de sus movimientos especiales fueron removidos. El sub-jefe, Chizuru Kagura, fue el más difícil de crear. Su imagen pixelada fue completada en un mes, pero el desarrollador a cargo de ella trabajó a menudo demasiado tiempo. El juego también consideró introducir a Whip en el Ikari Team. Sin embargo, debido a la introducción de Leona en el mismo equipo, los desarrolladores tuvieron que esperan hasta The King of Fighters '99 para añadirla en el elenco.

## Sistema de juego
La jugabilidad fue mejorada con respecto a The King of Fighters '95, al aumentar la velocidad del juego y se conserva la recarga de la barra de poder. Los personajes ahora pueden correr, hacer saltos de diferentes alturas rodar y rodar, que reemplazó el cambio de plano de juegos anteriores. También se agregó un contador de combos y las mecánicas «Guard Crush», que deja a los personajes indefensos después de bloquear un gran número de ataques, y «Counter Hit», que ocurre al golpear al oponente mientras intenta atacar, causando daño adicional.
Todos los personajes fueron rediseñados y los escenarios contienen numerosos cameos. El número de cuadros por segundo aumentó. Cada personaje tiene tres poses de victoria y algunos contaban con introducciones especiales al enfrentar a personajes específicos antes de iniciar las rondas (Kyo vs Iori, Terry vs Geese, y Clark vs Ralf).
Cada equipo cuenta con su propio tema musical con excepción de Geese Howard, Wolfgang Krauser y Mr. Big, que tienen temas propios cada uno.

## Historia
En 1996, con Rugal Bernstein muerto, la organización del torneo The King of Fighters se encuentra desmantelada, pero varios personajes que participaron en el torneo de 1995 reciben una invitación sin remitente o explicación para participar de nuevo. Kyo Kusanagi es derrotado en un combate del cual sale muy mal herido mientras que Iori Yagami recibe la visita e invitación al torneo por parte de las secretarias de Rugal. Pero, si Rugal fue consumido por el poder oscuro, ¿Quién organiza el torneo esta vez?

### Final
Después de derrotar a nueve equipos, el jugador se enfrenta a Chizuru Kagura, organizadora del torneo The King of Fighters, quien se revela como protectora del sello de Orochi y guardiana del Espejo, uno de los tres tesoros sagrados. Su clan, junto al Kusanagi y Yagami, encerraron a Orocho 1800 años atrás. Tras derrotar a Chizuru Kagura, aparece Goenitz, el dios del viento y orquestador de la resurrección de Orochi. Goenitz despierta temporalmente el poder oculto de Orochi en Iori («Riot of the Blood»). Después de vencer a Goenitz se anuncia la inminente llegada de Orochi.

## Equipos y personajes
El jugador debe elegir un equipo de tres integrantes y se introduce la posibilidad de elegir cualquier personaje para formar equipos, en lugar de equipos predeterminados, como en las ediciones anteriores de The King of Fighters.
Los personajes nuevos se encuentran indicados con un asterisco (*).
| Hero Team - Kyo Kusanagi - Benimaru Nikaido - Goro Daimon Fatal Fury Team - Terry Bogard - Andy Bogard - Joe Higashi Art of Fighting Team - Ryo Sakazaki - Robert Garcia - Yuri Sakazaki | Ikari Warriors Team - Leona Heidern* - Ralf Jones - Clark Steel Psycho Soldiers Team - Athena Asamiya - Sie Kensou - Chin Gentsai Women Fighters Team - King - Mai Shiranui - Kasumi Todoh* | Korea Team - Kim Kaphwan - Chang Koehan - Choi Bounge Yagami Team - Iori Yagami - Mature* - Vice* Boss Team - Geese Howard* - Mr. Big* - Wolfgang Krauser* | Jefes - Chizuru Kagura* - Leopold Goenitz* Personajes de la edición de Game Boy - Takuma como Mr. Karate* - Orochi Iori como Iori! - Orochi Leona como Leona! - Maki Kagura como Kagura* |

## Versiones
The King of Fighters '96 tuvo versiones para Neo-Geo, PlayStation, Sega Saturn y Game Boy. La versión de Game Boy incluyó como personajes nuevos a Orochi Iori, Orochi Leona y Mr. Karate.
Ha formado parte de dos compilaciones, en 2006 en The King of Fighters Orochi Collection para PlayStation 2, y en 2008 en The King of Fighters Collection:The Orochi Saga para PlayStation 2, PlayStation Portable, y Wii.

## Medios relacionados
Una extensa base de datos para el juego, llamada The King of Fighters '96 Neo Geo Collection, fue publicada el 14 de febrero de 1997, disponible exclusivamente para Neo-Geo CD. Esta base de datos incluye la introducción del juego, una recreación interactiva de la historia, perfiles de los personajes leídos por los actores que les dieron voz, tomas descartadas de las grabaciones de voz y la mayoría de las características encontradas en sus predecesores.
Ryo Takamisaki escribió el manga The King of Fighters G que narra los eventos del juego desde la perspectiva de Athena Asamiya.